# Jozef Šimko
Jozef Šimko (* 22. leden 1951, Rimavská Sobota) je slovenský regionální politik, poslanec zastupitelstva Banskobystrického kraje, od roku 2010 primátor města Rimavská Sobota a neúspěšný kandidát na post prezidenta Slovenské republiky ve volbách 2014. Před rokem 1989 byl členem KSČ a důstojníkem Sboru národní bezpečnosti.

## Biografie
Jozef Šimko se narodil v roce 1951 v Rimavské Sobotě v tehdejším Československu. Studoval na Důstojnické škole Veřejné bezpečnosti a poté na Fakultě vyšetřování Sboru národní bezpečnosti v Bratislavě, kde roku 1984 získal titul JUDr. Mezi lety 1977 až 1979 pracoval jako náčelník oddělení všeobecné kriminality Okresní správy Sboru národní bezpečnosti v Rimavské Sobotě. Od roku 1985 byl náčelníkem oddělení vyšetřování Okresního velitelství Policejního sboru v Rimavské Sobotě, a to až do roku 1991. Od roku 1977 byl členem Komunistické strany Československa (KSČ), v roce 1989 zakládal hnutí Verejnosť proti násiliu (VPN) v Rimavské Sobotě. Poté byl ředitelem Okresního ředitelství policejního sboru v Rimavské Sobotě. V roce 1994 vstoupil do Mečiarova Hnutí za demokratické Slovensko (HZDS), aby nebyl z tohoto postu odvolán. Později se stal přednostou Okresního úřadu v Rimavské Sobotě. Po odchodu z HZDS působil jako místopředseda Hnutí za demokracii (HZD) budoucího prezidenta Ivana Gašparoviče, pro jehož tým pracoval v prezidentských volbách 2004, kdy byl Ivan Gašparovič zvolen prezidentem SR. V letech 2005 až 2009 byl Jozef Šimko místopředsedou Banskobystrického kraje. V komunálních volbách 2010 a 2014 byl přímou volbou zvolen primátorem města Rimavská Sobota. V krajských volbách 2013 byl jako nezávislý kandidát zvolen zastupitelem Banskobystrického samosprávného kraje. Ve volbách 2017 byl opětovně zvolen, původně chtěl kandidovat i na post předsedy kraje, ale nakonec od kandidatury ustoupil.

### Prezidentská volba 2014
Dne 19. listopadu 2013 oznámil svůj záměr kandidovat na post prezidenta Slovenské republiky ve volbách 2014, a to za podpory Strany moderního Slovenska (SMS), která mu pomáhala se sběrem podpisů. Během předvolební kampaně slovenská média zaznamenala Šimka především díky chybě na jeho bilboardech, které svého času hlásaly, že Jozef Šimko je "Kandidát na PREZIDENTA SLOVENSKEJ REBUBLIKY". V prvním kole získal 4 674 odevzdaných hlasů, což bylo pouhých 0,24 %. Nepostoupil tak do druhého kola a z celkem 14 kandidátů skončil předposlední.